# Ettan (fotboll, Finland)
Ettan (finska: Ykkönen) är den tredje högsta fotbollsserien för herrar i Finland. Serien infördes 1973 som en extra division över tvåan och kallades "Division I" fram till 1995. Från och med säsongen 2024 är Ettan den tredje högsta divisionen i Finland. Den regleras av Finlands Bollförbund. Serien spelas med 12 lag; det lag som vinner serien flyttas automatiskt upp till Ligaettan. De två sista lagen i serien degraderas direkt till Tvåan, varvid de två vinnarna i slutspelet i tvåan går upp.

## Lag säsongen 2020
- Ekenäs IF, Raseborg
- IF Gnistan, Helsingfors
- FF Jaro, Jakobstad
- AC Kajaani, Kajana
- KPV, Karleby
- KTP, Kotka
- Mikkelin Palloilijat, S:t Michel
- Musan Salama, Björneborg
- MyPa, Myllykoski
- AC Oulu, Uleåborg
- SJK Seinäjoki II, Seinäjoki
- VPS, Vasa

## Serievinnare
| - 1973 – MiPK - 1974 – MyPa - 1975 – Gamlakarleby BK - 1976 – Kiffen - 1977 – KPT - 1978 – Ilves - 1979 – MP - 1980 – MP - 1981 – Kuusysi - 1982 – Reipas - 1983 – MP - 1984 – OTP - 1985 – MP - 1986 – Reipas - 1987 – OTP - 1988 – Jaro |  | - 1989 – KPV - 1990 – PPT - 1991 – MyPa - 1992 – TPV - 1993 – KuPS - 1994 – Ponnistus - 1995 – Inter - 1996 – TP-Seinäjoki - 1997 – Haka - 1998 – FC Lahti - 1999 – Tampere United - 2000 – KuPS - 2001 – FC Hämeenlinna - 2002 – FC KooTeePee och TPS - 2003 – TP-47 - 2004 – KuPS |  | - 2005 – FC Honka - 2006 – Viikingit - 2007 – KuPS - 2008 – JJK - 2009 – AC Oulu - 2010 – RoPS - 2011 – FC Lahti - 2012 – RoPS - 2013 – SJK - 2014 – HIFK - 2015 – PS Kemi Kings - 2016 – JJK - 2017 – TPS - 2018 – IFK Helsingfors - 2019 – Haka |

### Fotnoter
1. ↑  ”Finland - List of League Second Level Tables” (på engelska). RSSSF. http://www.rsssf.com/tablesf/fin2hist.html. Läst 23 november 2016.